# Thaumetopoea bonjeani
Thaumetopoea bonjeani is een vlinder uit de familie tandvlinders (Notodontidae). De wetenschappelijke naam is voor het eerst geldig gepubliceerd in 1922 door Harold Powell.
De soort gebruikt soorten ceder als waardplant.
De soort komt voor in Marokko.